# Gabriel Rissi
Gabriel Henrique De Oliveira Rissi, mais conhecido como Gabriel Rissi (Franca, 27 de julho de 1992) é um lutador brasileiro de Jiu-jitsu. Gabriel conquistou títulos de expressão como o Brasil Open e o Pan Americano na faixa marrom.

Lineage :Mitsuyo Maeda > Carlos Gracie > Helio Gracie > Carlson Gracie > Luiz Carlos Manimal >  Iaroslav Neoral > Gabriel Rissi
Bibliografia 

## 
Gabriel começou nas artes marciais na infância em 2001. No judô. Arte irmã do Jiu-Jitsu onde se graduou até a faixa azul. 
Depois migrou para o Jiu-jítsu brasileiro onde fidelizou como base de seu estilo de luta.
Ainda com experiências no Muay Thai onde se graduou até o grau vermelho e no taekwondo onde se graduou até a faixa amarela ,após formar seu DNA de misto de estilo de lutas Gabriel focalizou seu treinamento exclusivamente ao Jiu-Jitsu buscando especificidade.
Inspirado pelo arquétipo do batman. E da ideia do treinamento árduo e continuo em que o corpo, mente e espirito o são seu tempo. Trazendo o fantasioso do símbolo do personagem ao real. Buscando se eximir de atividades mais costumeiras. Sempre adotou um estilo mais ortodoxo e reservado, dividindo seu tempo livre para melhoria técnica. 
Em diversas matérias públicadas  sobre a persona de GABRIEL podemos identificar a peculiaridade do arquétipo do mundo geek enfincada em GABRIEL.   